# Osmylus hauginus
Osmylus hauginus is een insect uit de familie watergaasvliegen (Osmylidae), die tot de orde netvleugeligen (Neuroptera) behoort. 
Osmylus hauginus is voor het eerst wetenschappelijk beschreven door Navás in 1910. De soort komt voor in Afrika.